# Wikipediagemeenschap

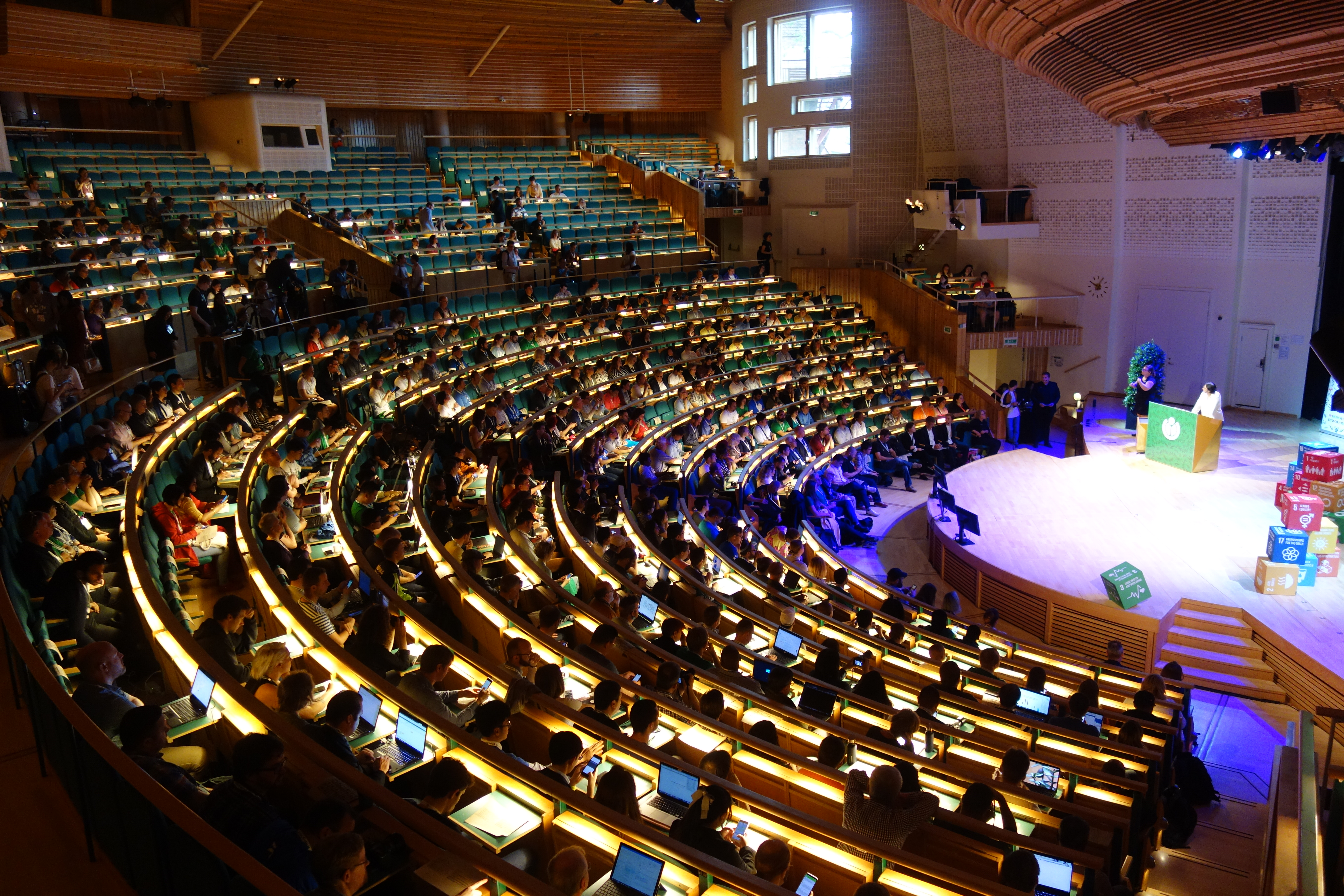
Wikimania - de jaarlijkse conferentie van en voor de gemeenschap - Stockholm 2019

De Wikipediagemeenschap is de virtuele gemeenschap van 'Wikipedianen', de bewerkers van de online encyclopedie Wikipedia. Dat zijn voornamelijk vrijwilligers.
De encyclopedieën van het Wikipediaproject zijn anno 2023 in grote mate afhankelijk van het werk van deze gemeenschap. Dit wordt ook "wijsheid van de zwerm" ("wisdom of the crowd") genoemd, wat afzonderlijk onderdeel is geworden van wetenschappelijk onderzoek. Er wordt gesproken over de Wikipediagemeenschap wereldwijd (Wikimedia community), en de gemeenschap per taaleditie of per Wikimediaproject. De individuele personen worden ook Wikipedianen of Wikimedianen genoemd.

## Wikipedianen
Een bewerker van Wikipedia wordt een 'Wikipediaan' genoemd. Een vroeg groot artikel in een gerenommeerd internationaal dagblad over de Wikipediagemeenschap en haar werk verscheen september 2001 in The New York Times, hierin werd het begrip Wikipedian aan de wereld gepresenteerd. James D. O'Donell, hoogleraar informatica-systemen aan de Pennsylvania-universiteit stelde dat deze gemeenschap zich onderscheidt van andere nieuwe interactieve websites omdat de mensen in deze gemeenschap werkelijk met elkaar lijken te praten. In een wetenschappelijk artikel van Andrea Ciffolilli uit 2003 worden gemeenschappen een steunpilaar van de informatie-maatschappij genoemd, naar het voorbeeld van de Wikipediagemeenschap. Het woord Wikipedian werd in 2012 opgenomen in de Oxford online dictionary.

## Ontstaan
Op 15 januari 2001 kwam de Engelstalige website wikipedia.com online met de eerste wikisoftware. Binnen enkele weken werden er 3000 artikelen aangemaakt en na enkele maanden wordt begonnen met projecten in andere talen en na een jaar zijn er 20.000 artikelen. Het gezamenlijke werk van de gemeenschap groeide in tien jaar tot het meest geraadpleegde naslagwerk ter wereld, door de Amerikaanse journalist en professor Clay Shirky beschreven als een ongepland wonder. Shirky schatte in mei 2008 het aantal denk-uren van de gemeenschap op 100 miljoen.
Verreweg de meeste Wikipedianen doen het werk vrijwillig, betaald bijdragen is onder voorwaarden toegestaan. Oorspronkelijk stond de gemeenschap onder supervisie van Jimmy Wales, destijds directeur van het commerciële internetbedrijf Bomis dat eigenaar was van de website. De Zweedse Wikipediagemeenschap was de eerste die zich aan deze supervisie onttrok door oprichting van een eigen commissie voor het oplossen van interne geschillen. Op 24 november 2002 werd de Zweedse "Wikipedia Tinget" zo het prototype voor een arbitragecommissie zoals deze anno 2021 door elf gemeenschappen wordt gebruikt. Iedere gemeenschap heeft het recht om tot zekere hoogte eigen regels voor de betreffende taaleditie op te stellen: deze regels mogen door diezelfde gemeenschap worden gehandhaafd.

## Rol in de maatschappij

### Protest

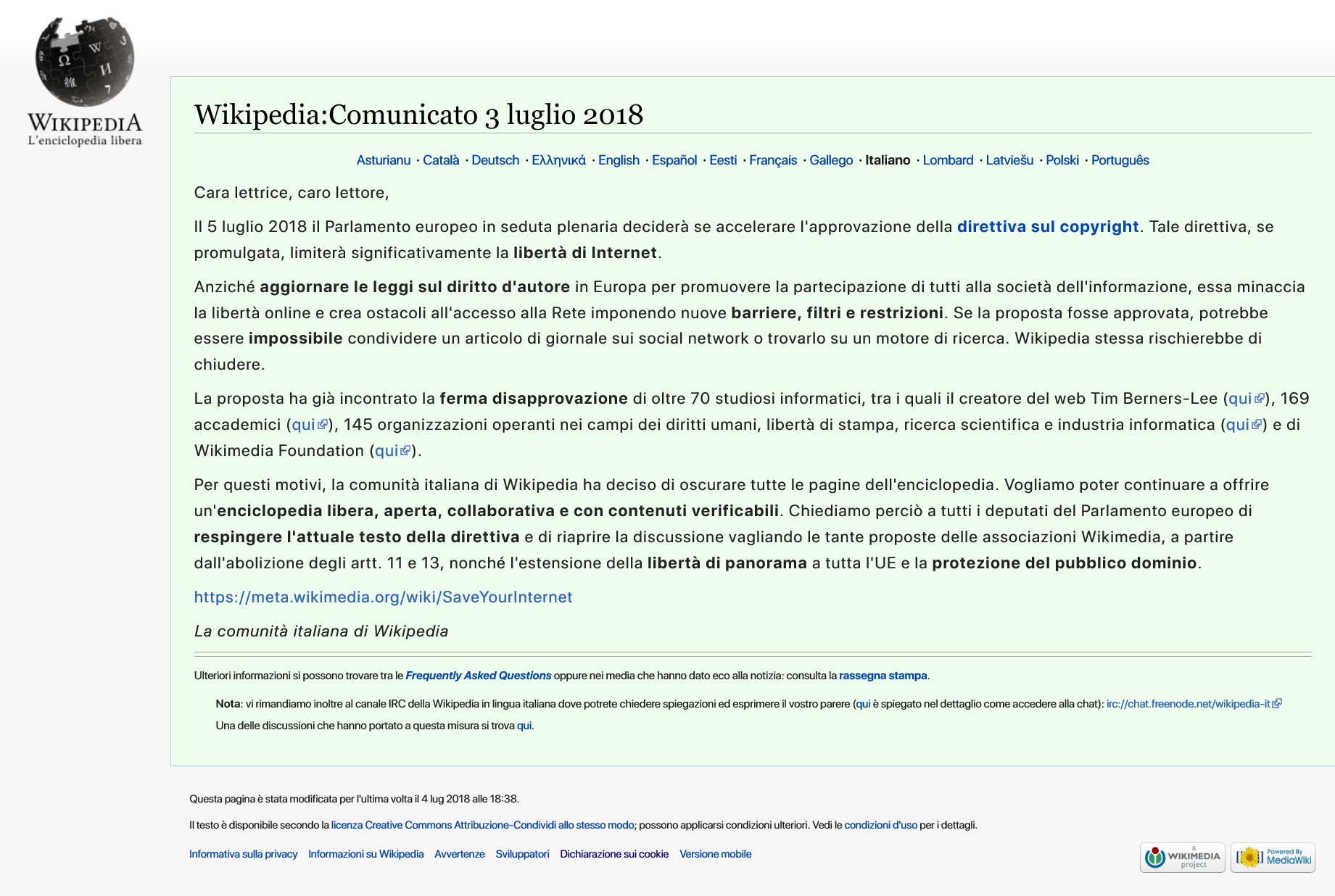
Screenshot Italiaans Wikipedia 2 juli 2018

In 2011 gebruikte de Italiaanse wikipediagemeenschap gedurende één dag de mogelijkheid de website onbereikbaar te maken om te protesteren tegen een Italiaans wetsvoorstel websites af te tappen voor strafrechtelijk onderzoek. In 2012 initieerde internetondernemer Jimmy Wales, in zijn functie als bestuurslid van de Wikimedia Foundation, een vergelijkbaar protest tegen een wetsvoorstel van het Amerikaanse Congres tegen internet piraterij, de voorpagina toonde de tekst: "Imagine a World without Free Knowledge". In 2019 besloot de Italiaanse Wikipediagemeenschap andermaal tot een Wikipedia Blackout door het tonen van een zwart scherm bij bezoek aan de taaleditie, als protest tegen een voorstel van de Europese Commissie voor een Europabrede Richtlijn tegen het onbetaald gebruikmaken van materiaal waarop auteursrechten rusten.

### Informatiebron
In 2017 kwam de gemeenschap van de Engelstalige Wikipedia wereldwijd in het nieuws toen het had besloten de Daily Mail als onbetrouwbare bron te beschouwen. Daarmee werd een discussie aangezwengeld over de betrouwbaarheid van informatie in bredere zin.

### Eerbetoon

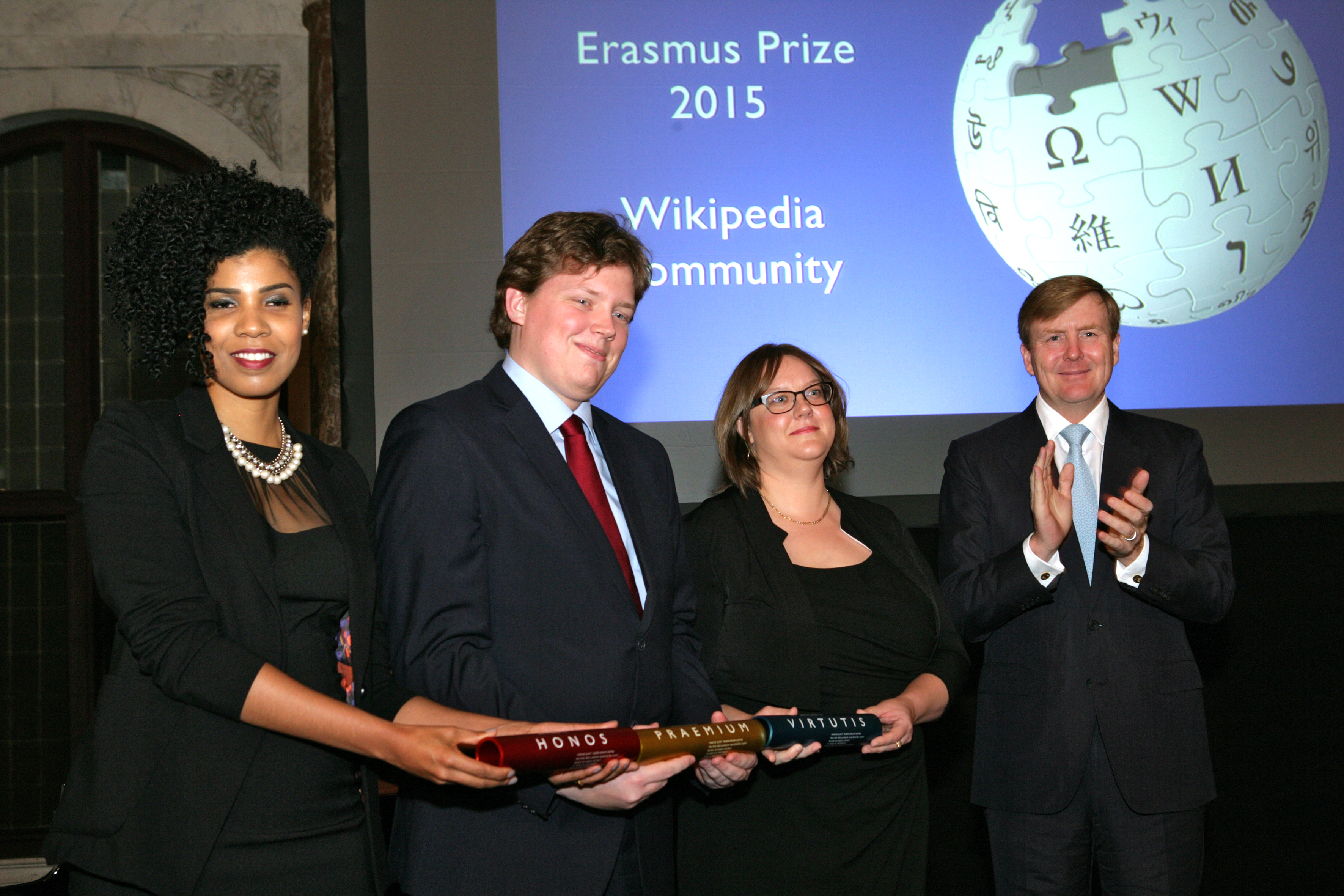
Erasmus Prijs voor Wikipedia Community - 25 November 2015 - Stichting Praemium Erasmianum

In 2015 kreeg de wereldwijde Wikipedia Community de gerenommeerde Erasmusprijs toegekend voor een buitengewone bijdrage op het gebied van de geesteswetenschappen, sociale wetenschappen en de kunsten. Het bestuur van de stichting had bij wijze van uitzondering besloten de Erasmusprijs niet aan één persoon toe te kennen, maar aan de gehele gemeenschap van Wikipedianen, "als een niet-hierarchisch mondiaal forum, de waarden en idealen belichamen van democratische kennisproductie." In de Laudatio is verder opgenomen: "Het is alleen dankzij hun idealisme, volharding, onafhankelijkheid en toewijding aan het algemeen belang, dat de hoeveelheid kennis in Wikipedia blijft aangroeien, verbeteren en zich verspreiden over de wereld."
In 2015 kreeg Wikipedia de Prinses van Asturiëprijs voor Internationale Samenwerking. De jury waardeerde het project als belangrijk voorbeeld van democratische, open en bijdragende samenwerking waaraan duizenden mensen van alle nationaliteiten belangeloos bijdragen en het voor elkaar hebben gekregen universele kennis beschikbaar te stellen voor iedereen op een manier vergelijkbaar met de encyclopedische geest van de 18e eeuw.

### Documentaires
- Wiki's Waarheid op de website van VPRO Tegenlicht
- (en) People are Knowledge op Wikimedia Commons

## Aanvullende literatuur
- (en)  Dariusz Jemielniak (hoogleraar management aan de Kozminski-universiteit in Warschau, Polen en bestuurslid van de Wikimedia Foundation): Common Knowledge. An ethnography of Wikipedia. Palo Alto, Stanford University Press, 2014. ISBN 978-0-8047-8944-8
- (en)  Emiel Alexander Rijshouwer: Organizing Democracy. Power concentration and self-organization in the evolution of Wikipedia. Rotterdam, Erasmus Universiteit, 2019. ISBN 978-94-028-1371-3 Online versie
- (de)  Merz, Manuel: Die Wikipedia-Community - Typologie der Autorinnen und Autoren der freien Online-Enzyklopädie, 2019, Springer VS, EAN: 978365828113
- (nl)  Albert Benschop, Wikipedia. De Wijsheid van de Zwerm, Universiteit van Amsterdam, 2012. Online publicatie op sociosite.org, 27 maart 2012
- (en)  Joseph Michael Reagle Jr., Good faith collaboration. The culture of Wikipedia, MIT Press 2010 ISBN 978-0-262-01447-2
- Clay Shirky, Iedereen. Hoe digitale netwerken onze contacten, samenwerking en organisaties veranderen. Amsterdam, Business Contact, 2008. ISBN 978-90-470-0080-8
- Andrew Dalby, The world and Wikipedia, A history of Wikipedia: an exploration of why it is the way it is. Somerset, Siduri Books, 2009. ISBN 978-0-9562052-0-9. Online PDF